# Wim Polak
Willem Polak (Amsterdam, 14 september 1924 – Ilpendam, 1 oktober 1999) was een Nederlands politicus. Hij was een PvdA-bestuurder die achtereenvolgens fungeerde als wethouder in Amsterdam (1965-1973), staatssecretaris van Binnenlandse Zaken (1973-1977), burgemeester van Amsterdam (1977-1983) en staatsraad (1984-1994).

## Levensloop
Polak groeide op in een Joods middenstandsgezin in Amsterdam. Zijn ouders werden tijdens de oorlog vermoord en hijzelf zat ondergedoken in Twente. Na de oorlog was hij journalist bij Het Vrije Volk en wethouder van financiën van de gemeente Amsterdam.
In het kabinet-Den Uyl was hij als staatssecretaris belast met de financiën van de lagere overheden. Polak zette zich in voor de verbetering van de financiële positie van grote steden. Na zijn staatssecretariaat was hij zes jaar burgemeester van Amsterdam, waar hij te maken kreeg met gezagsproblemen rond de ontruiming van kraakpanden en de inhuldiging van Beatrix (kroningsoproer). Nadien had hij zitting in de Raad van State.
Hij overleed op 75-jarige leeftijd in zijn woonplaats Ilpendam.
- Biografisch Portaal: 03974154
- Gemeinsame Normdatei: 12498245X
- International Standard Name Identifier: 0000 0001 1770 8652
- Library of Congress Control Number: n2004042323
- Nederlandse Thesaurus van Auteursnamen: 071662464
- Parlement.com: vg09llg8k6zq
- Virtual International Authority File: 75705972
- WorldCat: E39PBJp6crmYFB4QD9QyPqt9Xd